# Mangifera indica
Mangifera indica é uma espécie de planta da família Anacardiaceae, que produz o fruto conhecido como manga. Pode ser encontrada na forma nativa nas florestas do sul e sudeste da Ásia, tendo sido introduzida em várias regiões do Mundo. A espécie foi levada para Ásia em torno de 400-500 aC a partir da Índia; seguindo, no século XV para as Filipinas, sendo levada à África e ao Brasil pelos colonizadores portugueses no século XVI.
As mangueiras necessitam de calor e períodos secos para poderem produzir bons frutos. É a maior árvore frutífera do mundo, capaz de uma altura de 30 metros (100 pés) e uma circunferência média de 3,7 metros (12 pés), às vezes chegando a 6 metros (20 pés).

## Descrição

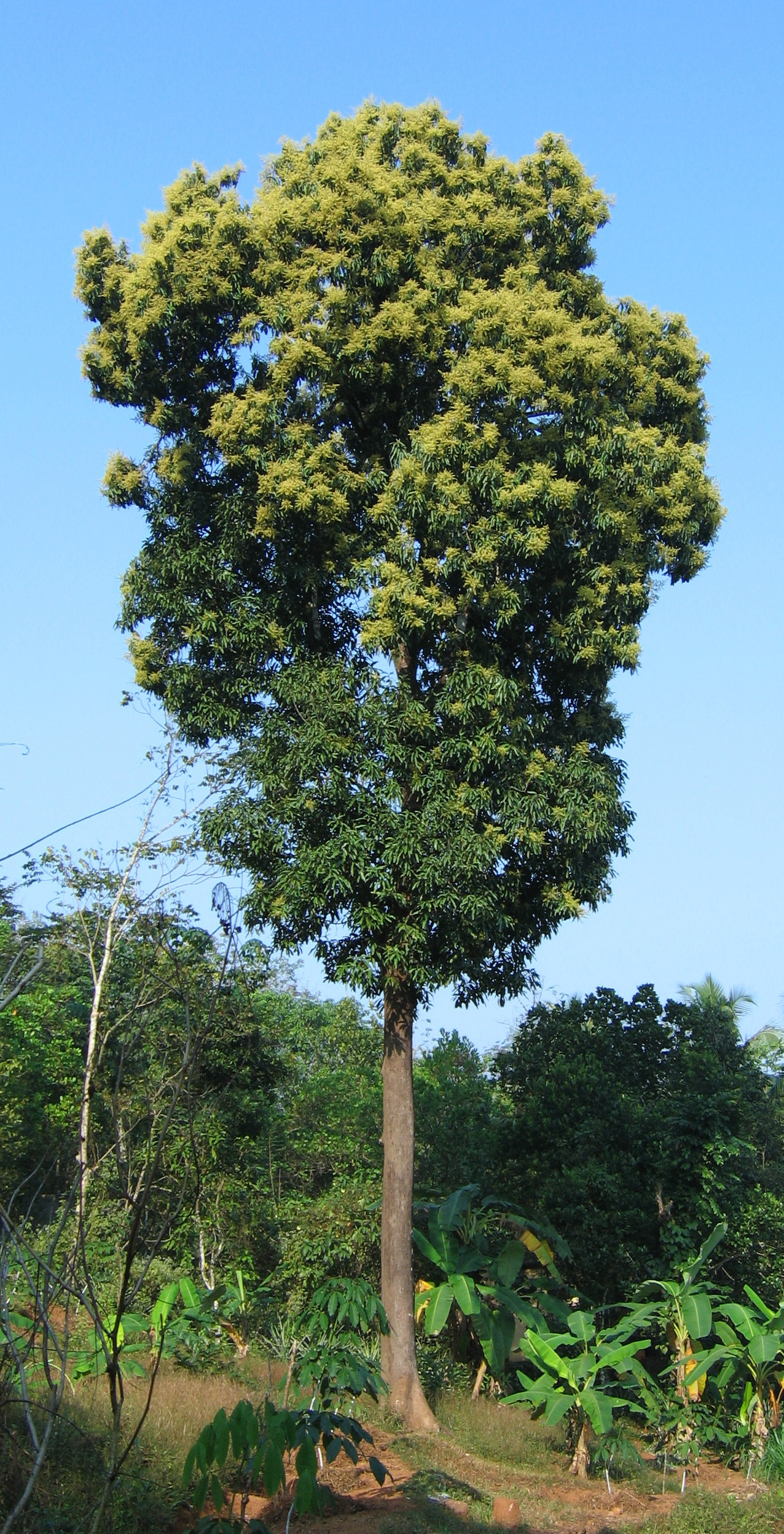
Mangueira em Kerala, India

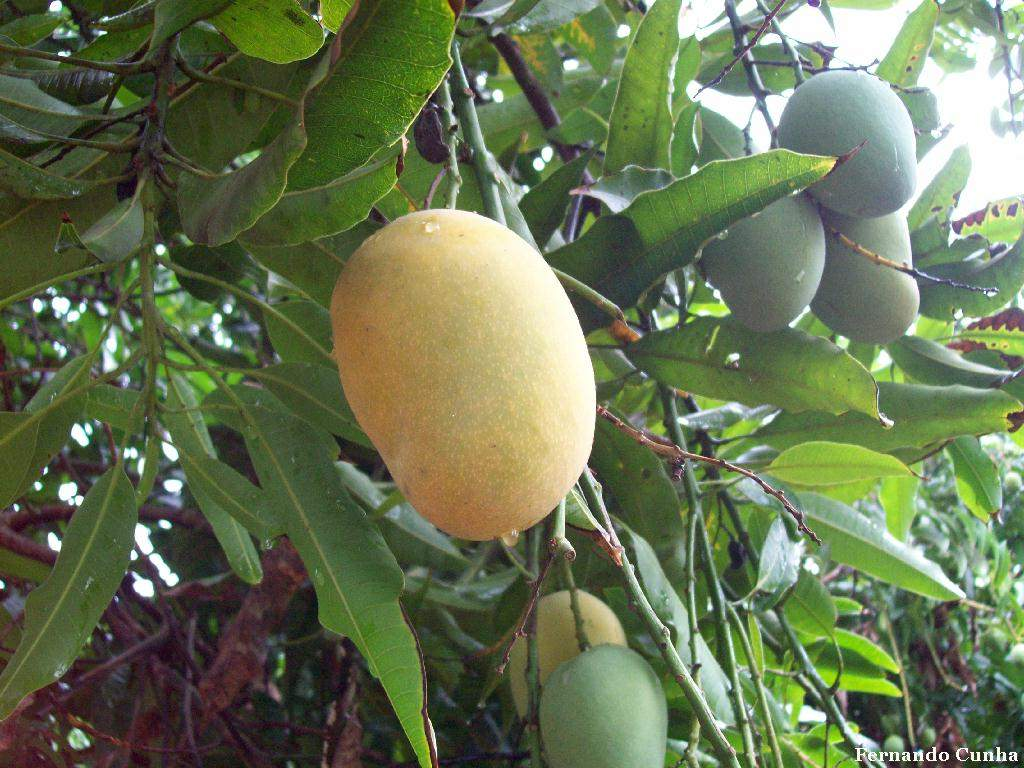
Manga comum ou manga de fiapo. Chácara nos arredores de Imperatriz, Maranhão, Brasil.

As mangueiras são grandes e frondosas árvores, podendo atingir entre 35 e 40 metros de altura, com um raio de copa próximo de 10 metros. Suas folhas botânicas são perenes, entre 15 e 35 centímetros de comprimento e entre seis e 16 centímetros de largura.Quando jovens estas folhas são verde-folha. As flores são diminutas, em inflorescências paniculadas nas extremidades dos ramos. São tantas que seu perfume é sentido a boa pertice.
As sementes, quando plantadas em solo fértil e bem irrigado, podem germinar com facilidade e originar novas árvores de crescimento rápido nos primeiros anos. Desta forma a mangueira tem se disseminado pelas formações vegetacionais nativas no Brasil, e apresentam uma ameaça à vegetação nativa quando sua cultura não tem o manejo adequado.

## História
Pesquisadores acreditam que a manga seja originária do sudeste da Índia, Mianmar e Bangladesh após terem sido encontrados registros fósseis com cerca de 25 a 30 milhões de anos. A espécie foi descrita pelo cientista Linnaeus em 1753.

Durante os anos mais recentes, mangas têm sido produzidas nas áreas tropicais e sub-tropicais mundiais, onde o clima favorece seu crescimento. É então largamente cultivada em regiões de clima tropical e subtropical: sul da Ásia, América do Norte, América do Sul e América Central, no Caribe, nas porções sul e central da África e Austrália.
Antes dos anos 1900 as mangueiras eram disseminadas por sementes. Em 1900, George B. Cellon criou e usou o enxerto de gomo com sucesso. Estabeleceu então um viveiro em Miami. O Florida Mango Forum que foi organizado em 1938, tem feito muito pelos desenvolvimentos e avanços da manga na Flórida.
A presença de mangueiras no morro próximo à residência dos imperadores do Brasil, na Quinta da Boa Vista, no século XIX, originou o nome do Morro da Mangueira, hoje em dia um dos redutos mais famosos do samba no Rio de Janeiro (a Estação Primeira de Mangueira).

## Galeria de fotos

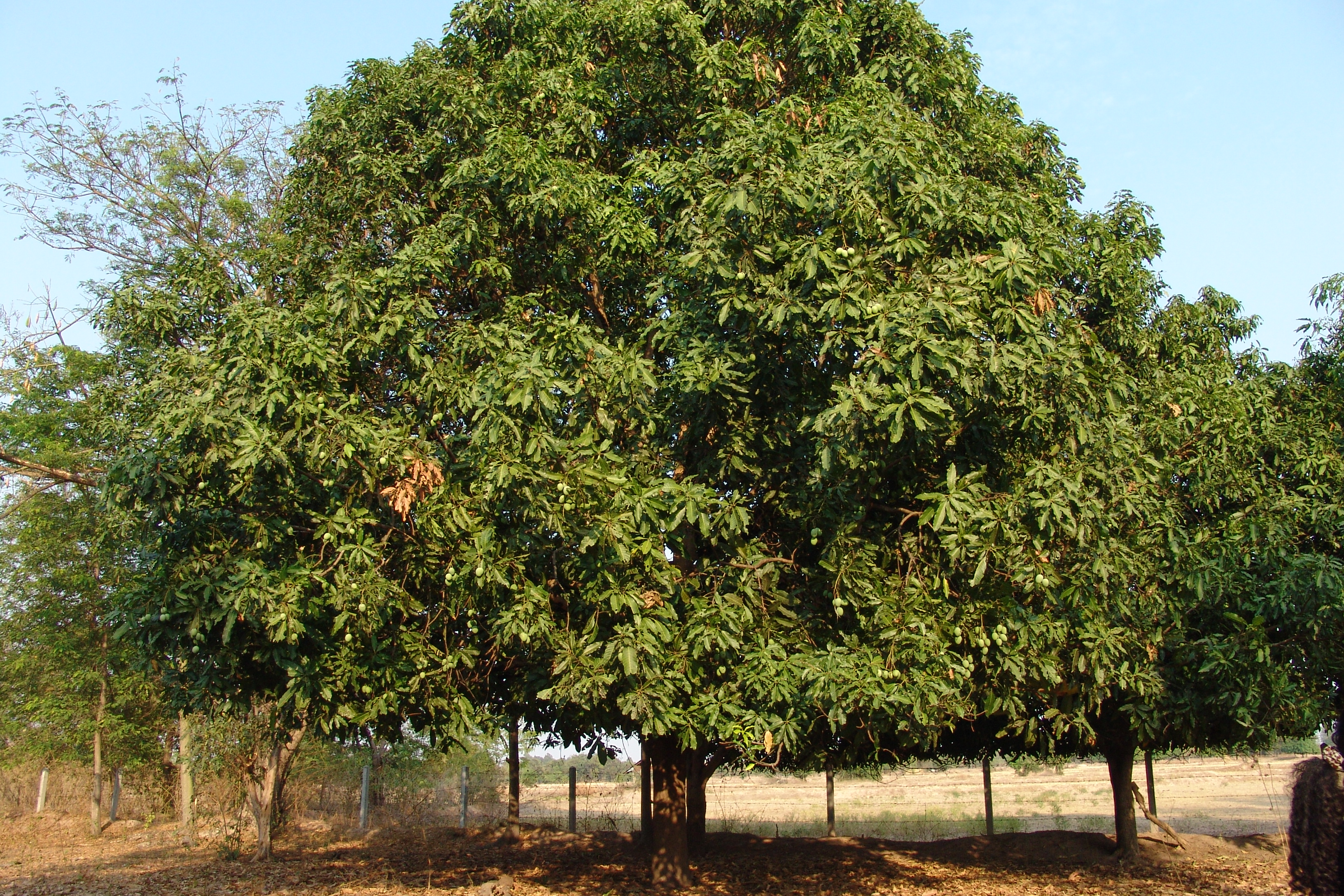
Árvore mangueira
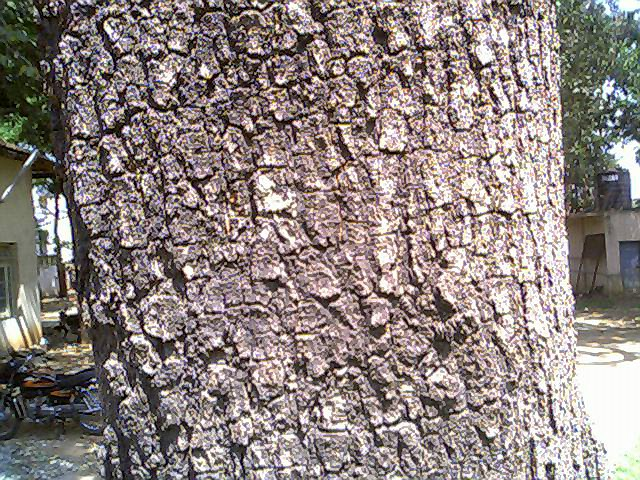
Ritidoma da mangueira
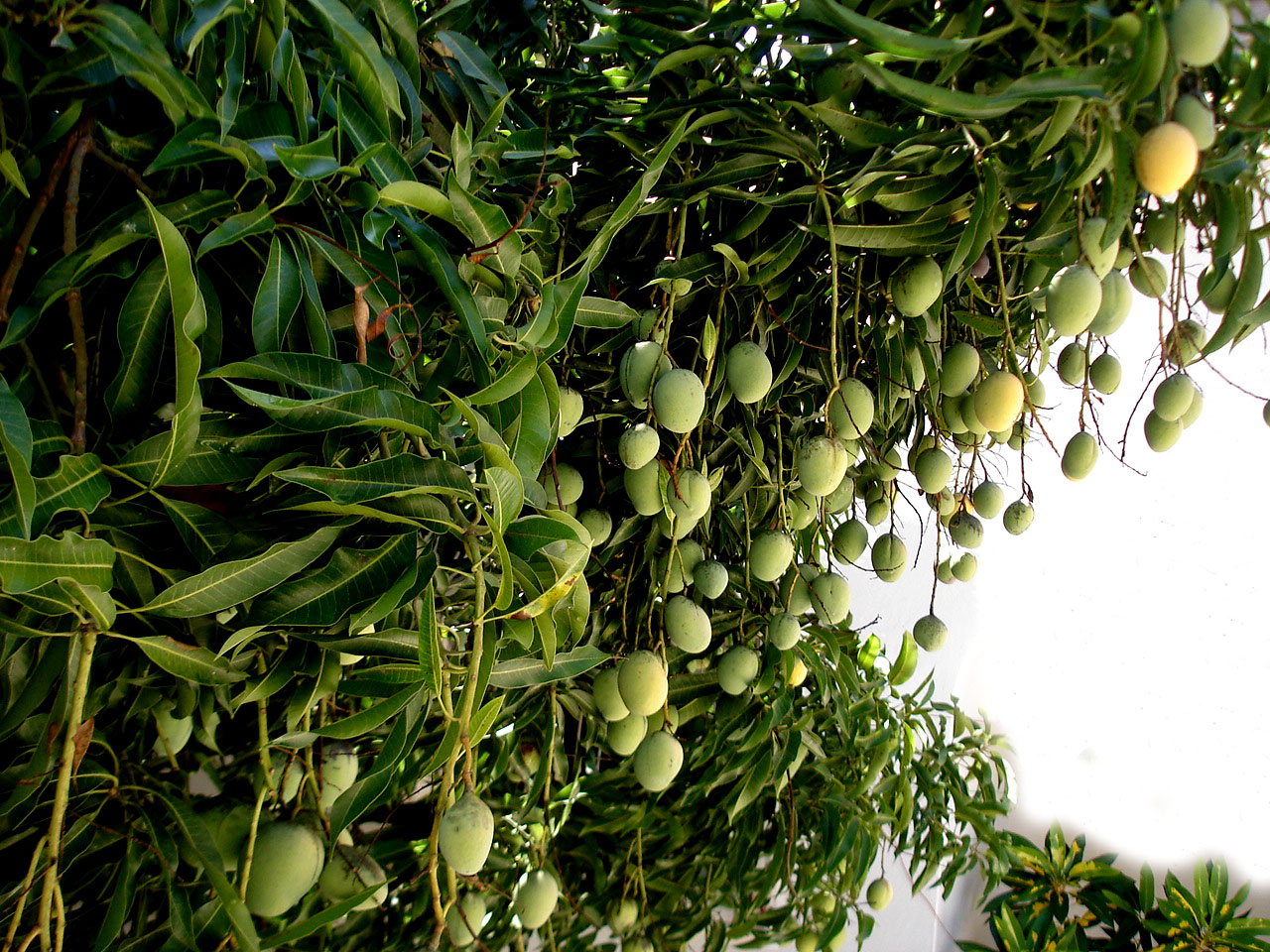
Frutos verdes da mangueira em Conceição do Araguaia, Pará
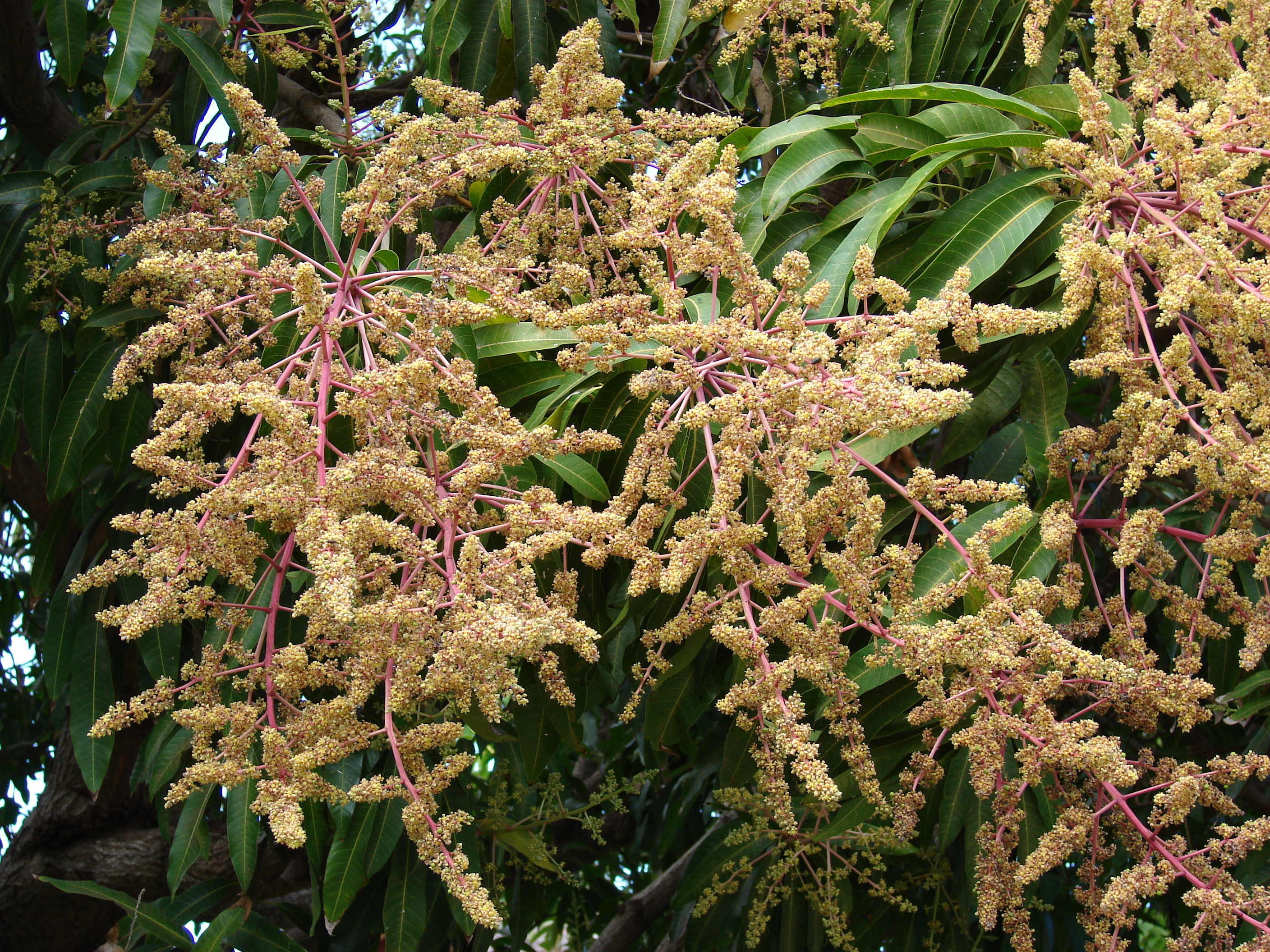
Floração da mangueira
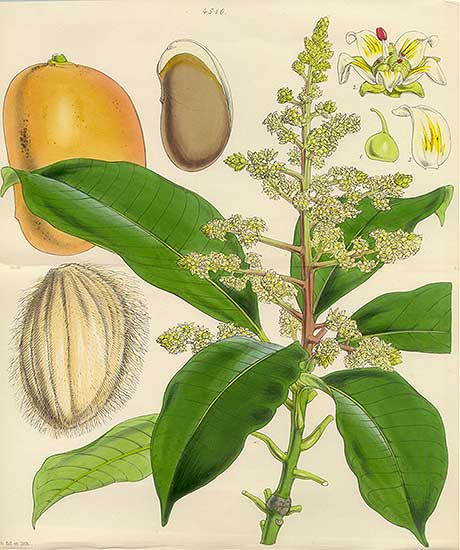
Reprodução de página da revista botânica Curtis's Botanical Magazine, vol. 76 (ser. 3 no. 6), plate 4510.
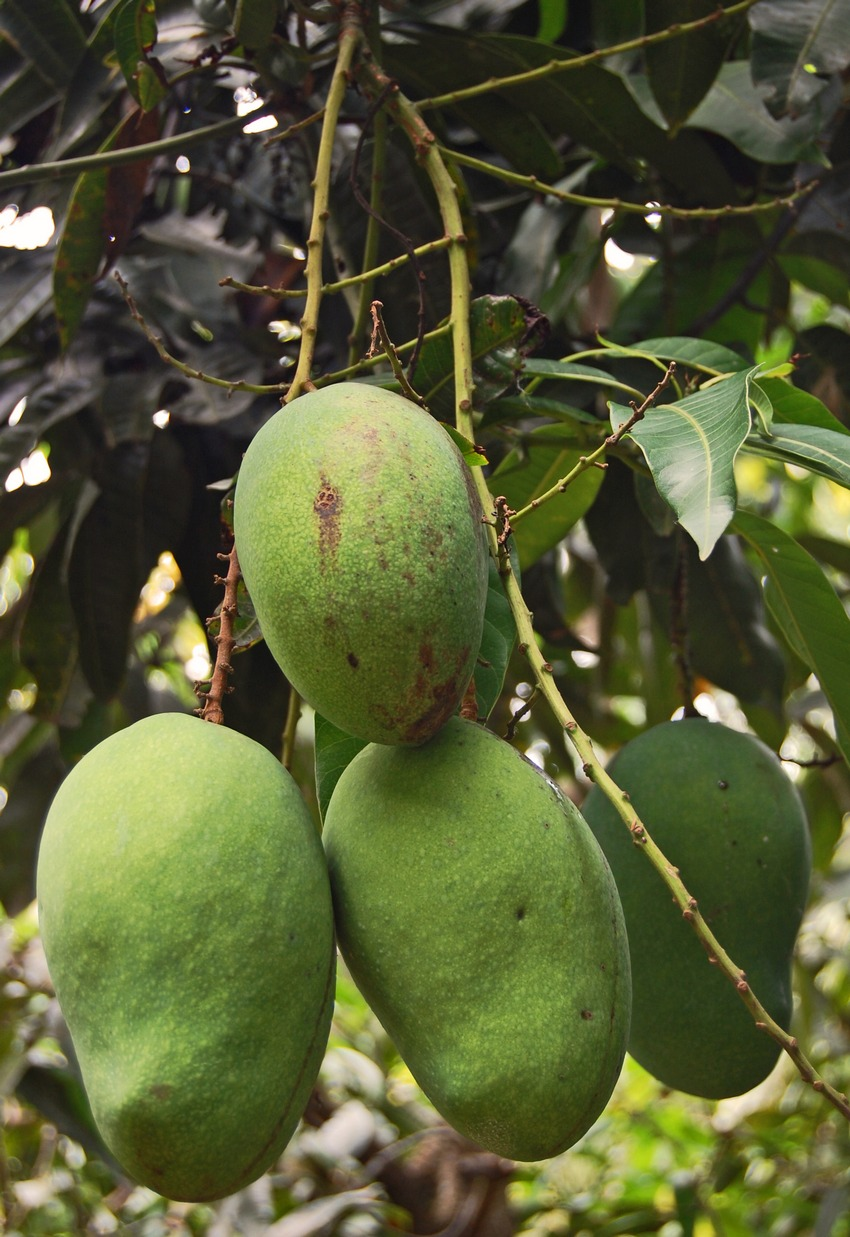
Frutos verdes da mangueira (arumanis)
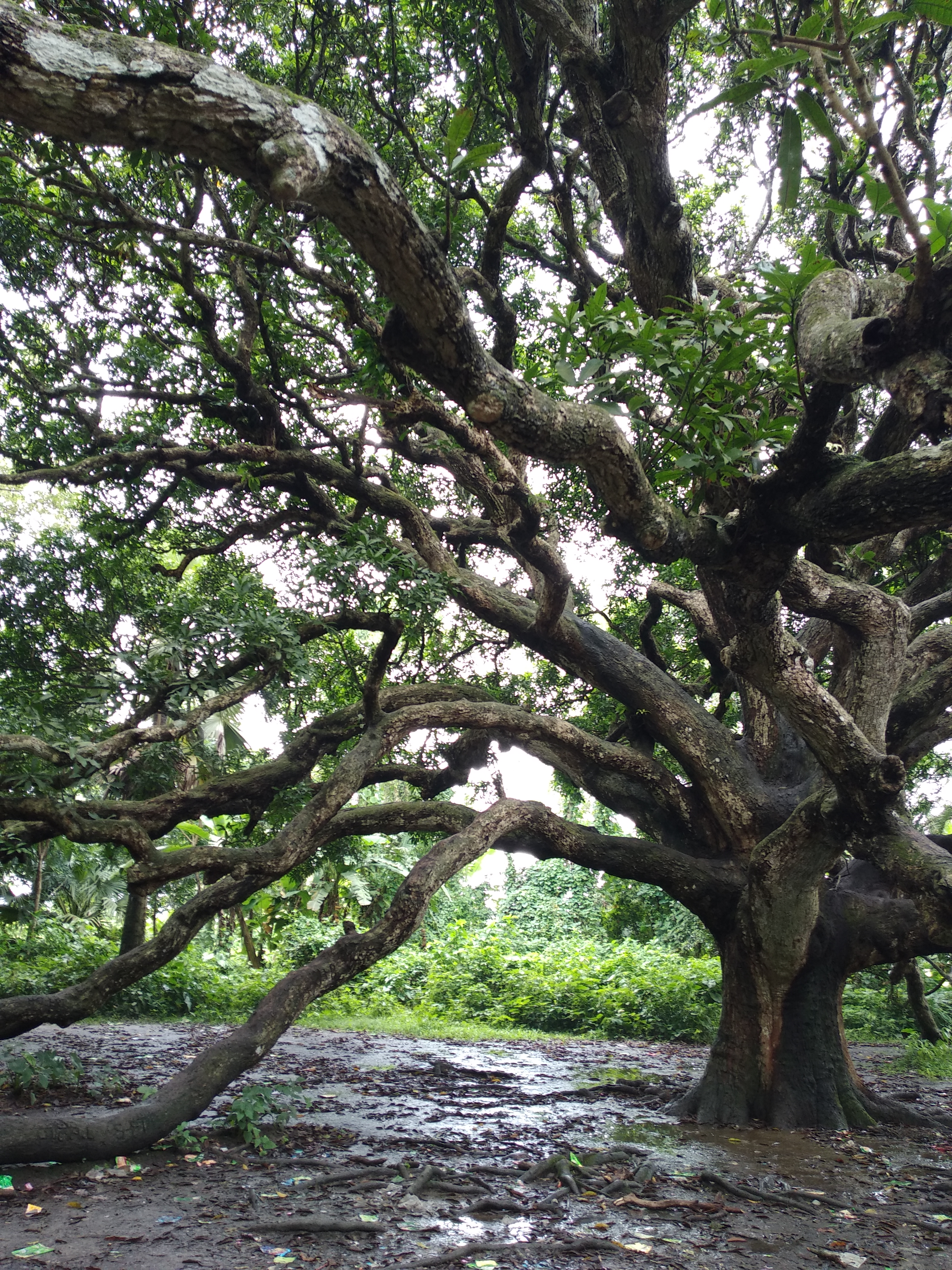
Mangueira com 110 anos de idade em Gopalganj, Bangladesh